# 제1형 당뇨병
제1형 당뇨병(第1型 糖尿病, 영어: diabetes mellitus type 1, type 1 diabetes, T1DM) 또는 인슐린 의존형 당뇨병( - 依存型糖尿病, 영어: insulin-dependent diabetes, juvenile diabetes, IDDM)은 자기면역반응에 의해 췌장 속에서 인슐린을 생산하는 랑게르한스 베타 세포가 파괴되어, 인슐린에 의한 정상적인 포도당 저장이 불가능해져서 발생하는 당뇨병의 한 형태이다. 주로 어린 나이에 발병하며, 평생 외부 인슐린에 의존하여야 한다. 전체 당뇨병의 약 2%정도를 차지하는 희귀질환이다. 자가면역질환 없이 바이러스나 알 수 없는 이유에 기인한 1형 당뇨병은 1B형 당뇨병(특발성 당뇨병)으로 따로 분류되어있다. 일반적인 당뇨병보다 인슐린 분비량이 현저히 떨어지므로 당뇨병케톤산증 등의 급성 합병증에 쉽게 노출되며 인슐린투여 없이는 모든 섭식활동이 제한된다. 주 치료법은 외부에서 주사를 통한 인슐린 투여이며 현재 의학 기술로는 완치할 수 없으므로 이는 대증요법이다.인슐린 투여를 통한 치료이기 때문에 과다투여하거나 평소보다 더 많은 운동을 할 시에 저혈당증에 쉽게 빠지고 반대로 투여량이 부족했거나 섭취량이 과다한 경우에는 쉽게 고혈당 상태가 되어 합병증이 올 확률을 증가시킨다. 질병관리를 위해 의료기기, 디지털헬스케어 서비스, 의료데이터에 대한 활용도가 높은 질환이다.
혈당 관리가 쉽지는 않지만 중요한 것은 관리를 잘하는 것이고 그 관리를 위해서 의료기기(연속혈당측정기(Continuous Glucose Monitoring, CGM), 인슐린 펌프, 인공췌장 시스템)등이 개발되고 있다. 국내 연속혈당측정기를 한번이라도 써본 사람은 전체 1형당뇨인의 20%, 꾸준히 사용하고 있는 사람은 10%이다.  
법률상 중증난치질환의 조건인 완치 불가능, 치료하지 않으면 죽음에 이르는 치명적인 결과 초래, 사회경제적 부담이라는 세 조건이 모두 포함되기 때문에 현재 중증난치질환에 해당되지만 포함되지 않아 논란이 제기되고 있는 질환이다. 

## 같이 보기
- 고양이 당뇨병
- 당뇨병
- 당뇨병의 관리
- 제2형 당뇨병
  - 인슐린 저항성(IR)